# Alexander Wesselsky
Alexander "Alexx" Wesselsky (Augsburgo, 18 de noviembre de 1968) es un músico y presentador alemán, conocido por ser el fundador y cantante de las bandas Eisbrecher y Megaherz.

## Historia
La primera banda de Alexx fue Dale Arden, formada en 1985 y donde actuó como cantante y bajista junto a su mejor amigo, Bill Parsons.

### Megaherz: 1993-2003
En 1993, Alexx junto a otros músicos fundan el grupo Megaherz. En esta banda se desempeñaría como letrista y cantante, alcanzando un éxito moderado durante su estancia. Sus discos más destacados en aquella etapa fueron Himmelfahrt en el año 2000 y Herzwerk II, en 2002.
Sin embargo, el 1 de enero de 2003 se oficializa la salida de la banda, junto a Noel Pix, otro de los integrantes de ese grupo. Su puesto en Megaherz fue ocupado por Mathias Eisholz.

### Megaherz: 1993 - 2003
Alexx se unió a Megaherz en 1993 como uno de sus miembros fundadores, escribía las letras de las canciones, componía y cantaba.
Alexx ha tenido un éxito moderado durante su tiempo con Megaherz, sus álbumes Himmelfahrt publicado en 2000 y Herzwerk II lanzado en 2002, tanto en trazado como en los Gráficos de control de multimedia hizo que quedaran en la posición #78. Su sencillo de mayor éxito durante su tiempo con Megaherz, Freiflug publicado en 1999, llegó a las listas alternativas alemanas en el puesto #7.
Dejó la banda oficialmente el 1 de enero de 2003, y fue sustituido por Mathias Eisholz.

### Eisbrecher: 2003-presente
Junto a Noel Pix fundan el grupo Eisbrecher en 2003, manteniéndose activo hasta la actualidad.
El primer disco homónimo de Eisbrecher fue lanzado en 2004, debutando en el puesto número trece de las listas alternativas alemanas. Le seguirían los discos Antikörper en 2006, Sünde en 2008 y Eiszeit en 2010, debutando en los puestos 85, 18 y 5 respectivamente. Situación que se repetiría con los discos posteriores, cada uno alcanzando puestos más altos en las listas alemanas, siendo su disco más reciente Sturmfahrt (2017) el primero en alcanzar la máxima posición.
Gracias al éxito que ha tenido esta banda, han logrado presentarse en escenarios de importantes festivales como Hurricane Festival, Nova Rock, Wacken Open Air, M'era Luna, Wave-Gotik-Treffen, Summer Breeze y Amphi Festival.

### Televisión
Además de su carrera como músico, Alexx también es rostro del canal de televisión alemán DMAX, trabajando como presentador en programas relacionados principalmente a los automóviles, como Der Checker, donde su trabajo consiste en asesorar a un cliente en la adquisición de un nuevo vehículo.
Otros programas incluyen el reality show Schrauber-Showdown en 2009 o el programa de conversación Kölner Treff de 2010.

## Discografía

### Álbumes de estudio
| Año  | Título                | Posicionamiento en listas | Posicionamiento en listas | Posicionamiento en listas | Posicionamiento en listas | Posicionamiento en listas |
| Año  | Título                | DAC                       | Alemania                  | Austria                   | Suiza                     | Top 100                   |
| ---- | --------------------- | ------------------------- | ------------------------- | ------------------------- | ------------------------- | ------------------------- |
| 1995 | Herzwerk              | —                         | —                         | —                         | —                         | —                         |
| 1997 | Wer bist du?          | —                         | —                         | —                         | —                         | —                         |
| 1998 | Kopfschuss            | —                         | —                         | —                         | —                         | —                         |
| 2000 | Himmelfahrt           | —                         | 78                        | —                         | —                         | —                         |
| 2002 | Herzwerk II           | —                         | 78                        | —                         | —                         | —                         |
| 2004 | Eisbrecher            | 13                        | —                         | —                         | —                         | —                         |
| 2006 | Antikörper            | 10                        | 85                        | —                         | —                         | —                         |
| 2008 | Sünde                 | 1                         | 18                        | —                         | —                         | 64                        |
| 2010 | Eiszeit               | —                         | 5                         | 34                        | 76                        | 25                        |
| 2012 | Die Hölle muss warten | —                         | 3                         | 21                        | 16                        | —                         |
| 2015 | Schock                | —                         | 2                         | 11                        | 16                        | —                         |
| 2017 | Sturmfahrt            | —                         | 1                         | 10                        | 8                         | —                         |

### Singles
Megaherz
- 1997: "Gott sein"
- 1998: "Liebestöter"
- 1998: "Rock Me Amadeus"
- 1999: "Freiflug" (#7 enlista alternativa alemana)
- 2000: "Himmelfahrt"

Eisbrecher
- 2003: "Mein Blut"
- 2003: "Fanatica"
- 2006: "Leider"
- 2006: "Leider/Vergissmeinnicht" (US Single limitado)
- 2006: "Vergissmeinnicht"
- 2008: "Kann denn Liebe Sünde Sein"
- 2010: "Eiszeit" (#84 en Alemania)
- 2012: "Verrückt" (#46 en Alemania)
- 2012: "Die Hölle Muss Warten"
- 2012: "Miststück 2012"
- 2013: "10 Jahre Eisbrcher"

### EPs
Megaherz
- 2007: Freiflug EP:The Early Years (1996–2000)
- 2008: Mann von Welt EP

### Álbumes de compilaciones
Megaherz
- 2001: Querschnitt
- 2009: Totgesagte Leben Länger (Pistas 1-3,5,6,8,9,11,12,14)

Eisbrecher
- 2011: Eiskalt (#69 en Alemania)

### Videos musicales
- 1999: Freiflug
- 2004: Schwarze Witwe
- 2005: Herz Steht Still
- 2006: Willkommen im Nichts
- 2006: Vergissmeinnicht
- 2010: Eiszeit
- 2011: Verrückt
- 2012: Die Hölle muss warten
- 2012: Miststück 2012

### apariciones especiales
- IFF (Vocalista) - Königin der Nacht